# Угрожене врсте у Србији
Угрожене врсте у Србији, многим животињама прети истребљење зато што не могу да опстану у свету који се стално мења интервенцијом човека. Многе врсте су већ истребљене, а ако људи ништа не предузму да их спасу, многе ће нове врсте следити исти пут. Иако може да звучи изненађујуће, нема ничега необичног у вези са истребљењем, јер су она важан део света природе. Како се клима и пејзаж у одређеном подручју мењају милионима година, тако се мењају и животиње које тамо живе. И како се развије нова врста, тако је нека друга приморана да напусти станиште и да нестане. Једино што остане, јесте неколико фосилизованих костију - запис у камену.
Биолози процењују да данас на свету живи неколико милиона врста, а можда чак и свих 30 милиона. Ма о којој цифри да је реч, сада на Земљи живи више врста него икада пре. Геолози и биолози знају да с времена на време долази до масовних истребљења, код којих велики број животиња заувек изумире. На пример, верује се да су диносауруси и многи други гмизавци уништени после пада метеорита у Мексику пре 65 милиона година. Већина животињских врста на свету су инсекти-нарочито бубе и други бескичмењаци. Многе од ових врста, нарочито оне у тропским шумама, сада доживљавају истребљење. Међутим, како научници нису имали прилике да многе од њих опишу, нико не зна прави број.
Са кичмењацима је друга прича. Како има само неколико хиљада врста кичмењака, од којих је већина позната стотинама година, о мукама ове врсте знамо много више. Многе врсте, на пример мишеви, пси и коњи, живе у свету којим доминирају људи. Међутим, много више врста трпи због тога што људи уништавају њихова станишта, било намерно или реметећи природну равнотежу увођењем нових врста из других делова света. Како су се током последњих хиљаду година крчиле шуме Европе и Кине, шумске животиње су имале све мање места за живот. И како су неизбежно долазили у близак контакт са људима, дивље животиње, као вепрови, медведи и вукови, прогањане су и на крају уништене у многим областима. Како је у XX веку невероватно порастао број људске популације, сличан процес се десио и другде. Још једно велико станиште које се уништава јесу тропске кишне шуме. Број врста које живе у тим подручјима много је виши него другде, па је све већи број врста које теже преживљавању.

## Црвене и црне листе животиња и биљака у свету и Србији
Међународни савез за очување природних ресурса (“IUCN”) објавио је Црвену листу животиња којима прети истребљење. Тренутно има око 5500 животиња које су сврстане у више категорија, укључујући истребљене, угрожене и рањиве. Скоро четвртина свих сисара налази се на овој листи, а око четири одсто гмизаваца и водоземаца. Међутим, док је статус свих сисара процењен од стране “IUCN”, само делић гмизаваца и водоземаца је темељно проверен, а врло је вероватно да је много више врста сасвим близу истребљењу него што се мислило.
Биљни и животињски свет Србије је веома разноврстан и богат. У Србији постоји 215 врста биљака и 429 врста животиња које су као природне реткости стављене под најстрожи степен заштите државе. Међу угроженим животињама је 273 врста птица, као и 66 врста сисара. Заштићена је и 41 врста бескичмењака, 34 врсте инсеката и 15 врста риба. Од 6 биорегиона који постоје у Европи, 5 је заступљено у Србији, што довољно говори о богатству биодиверзитета код нас. Опстанак многих биљних и животињских врста данас је угрожен, многе се налазе пред ишчезавањем, а велики број је и заувек нестао. Као и већина земаља, Србија има своје црвене књиге у којима се налазе листе ишчезлих и крајње угроженијих врста.
У свету је такође формирана и Црна књига флоре и фауне у којој је попис више хиљада врста које је човек заувек уништио. И Србија је нашла место у њој и то са 4 врсте које су неповратно изгубљене из светског генофонда, а живеле су само у Србији: безчекињаста удовичица (Scabiosa achaeta), Панчићев слез (Althaea kragujevacensis), Врањски слез (Althaea vranjensis), и Моравски орашак (Trapa annosa).
Неке од глобално угрожених врста које се више не могу наћи код нас су: мала дропља (Tetrax tetrax), тетреб ружевац (Tetrao tetrix), бела кања (Neophron percnopterus), црни лешинар (Aegypius monachus) и орао брадан (Gypaetus barbatus).
Ретке, угрожене и заштићене животиње у Србији:
Аполонов лептир (Parnassius apollo), прдавац (Crex crex), липљан (Thymallus thymallus), степски соко (Falco cherrug), црни даждевњак (Salamandra atra), велики тетреб (Tetrao urogallus), патка њорка (Aythya nyroca), белоглави суп (Gyps fulvus), орао крсташ (Aquila heliaca), видра (Lutra lutra), белонокта ветрушка (Falco naumanni), слепи мишеви (Chiroptera), велика дропља (Otis tarda), шарени твор (Vormela peregusna).

## Угрожене животињске врсте у Србији

### Аполонов лептир
Аполонов лептир (lat. Papilio apollo) је карактеристичан за при-алпске и алпске пределе Европе и Азије на висинама између 1000 и 2800 m. Један је од најлепших лептира, али истовремено је и у опасности да нестане, јер је врло осетљив на промене. Размножава се само једном годишње, тако што јаје зими "спава зимски сан", а уколико гусеница и изађе у јесен неће се развити до следећег пролећа. Ларва се смести на саму земљу или испод камена.
Аполон је заштићена врста лептира који је изузетно угрожен на европском нивоу, а заштићен је и прописима Републике Србије. Лептир обитава на врло ограниченим малим просторима, отвореним камењарима и чистинама са ниском вегетацијом, бројност популације је врло мала. Најчешће се појављују код стена, јер могу веома добро да се камуфлирају захваљујући својим крилима.

### Степски соко
Степски соко (Falco cherrug) настањује отворен простор, најчешће неке литице или дрвеће. Има га од источне Европе па преко Азије све до Манџурије. Он је углавном селица, осим у јужним деловима његовог станишта, зиму проводи у Етиопији, на Арабијском полуострву, северном Пакистану или у западној Кини. Степски соко у понирању достиже брзину и од 200 mi (320 km) на час (322 km/h) захваљујући свом аеродинамичком облику тела и савршеном облику крила.
Леже 3-6 јаја, често се гнезди и на литицама. Критично угрожена гнездећа популација. Светска популација 1990. процењена је на 8.500-12.000 парова. 2003. године светска популација пада на само 3600-4400 парова. Све птице грабљивице су заштићене су законом. Главни узрок угрожености степског сокола је криволов. Велика популација је била у бившем Совјетском Савезу, међутим услед распада и сиромаштва људи долази до илегалне препродаје соколова, тако да је бројност сокола опала за 90%. Слични проблем као што је у државама бившег Совјетског Савеза је и у Кини и Монголији.

### Орао крсташ
Орао крсташ или империјални орао (lat. Aquila heliaca), је позанта грабљивица која је некада насељавала широке пределе Евроазије а данас је њен број веома смањен и под претњом је истребљења.
Главно станиште му је Југоисточна и Централна Европа, западна и Централна Азија. Орао крсташ насељава углавном пределе до 1000 m надморске висине, не претерано пошумљене. Птица за гнездо бира високо усамљено дрво са којег има преглед широког терена. Нажалост ово је једна од чињеница која ју је учинила веома подложном људском ометању станишта, пљачкању или уништавању гнезда. Овај орао насељава степе, ретке шуме и полупустиње, па је тако један пар крајем осамдесетих и почетком деведесетих био примећен у регионима Делиблатске пешчаре али је непажњом надлежних (једна птица је убијена) као и због промене станишта, Крсташ нестао из Баната. Један пар је виђен и у пределу Фрушке горе.

### Шарени твор
Шарени твор је распрострањен на територији Азије и Европе. У Србији се може видети у источном делу Србије, на Пештеру и на Косову. Има га на Копаонику. Ова врста се налази у “IUCN” Црвеној књизи угрожених врста. Као угрожена врста је проглашена 1996. године. Мишљење је да је до смањења популације шареног твора дошло услед уништавања његовог станишта (култивацијом), употребом родентицида и смањивања броја доступног плена.
Шарени твор се пари у току марта или почетком јуна месеца. Бременитост је дуга и варијабилна и траје 243-327 дана. Млади долазе на свет крајем јануара и почетком марта месеца. Услед одложене оплодње шарени твор доноси младе на свет у периоду најповољнијих услова када је плен бројан. Женка на свет доноси 4-8 младунаца о којима се стара сама.

### Црни даждевњак
Црни даждевњак је водоземац из рода даждевњака. За разлику од већине других водоземаца ова врста је вивипарне. То значи, да женка не одлаже јаја у воду где би пролазили преображај до одрасле животиње, него на свет доноси једно до два потпуно развијена потомка с развијеним плућима способна за самосталан живот на сувом. Животни век им је најмање десет година.
Будући да су отровни, предатор их углавном избегавају. Отровом стварају паротидне жлезде. Имају 4 реда отровних жлезда које се протежу дужином тела. Отров је неуротоксичан, па било који покушај неког предатора да их поједе најчешће завршава смрћу обе животиње. Живи само у Алпима и Динаридима, тачније у земљама: Албанија, Црна Гора, Хрватска, Босна и Херцеговина, Србија, Немачка, Аустрија, Словенија, Италија, Швајцарска, Француска.

## Белоглави суп
Белоглави суп (Gyps fulvus) је највећа птица која живи на нашим просторима.
Са тежином између 6 и 11 kg, дужином 95–110 cm и распоном крила који може достићи и 280 cm, делује заиста импресивно. 
Одрасле птице се разликују по томе што имају белу паперјасту крагницу при основи врата, док младе имају смеђу крагну. По изгледу је то типични лешинар Старог Света са белом огољеном главом и вратом и жутим кљуном, широким крилима и кратким репним перјем. Птићи су по излегању голи. Белоглави суп заузима прво место међу великим једриличарима. Када је време лоше приморан је да незграпно удара крилима не успевајући да се подигне у висину али када су услови повољни он се лако креће са масама топлог ваздуха које га подижу у ваздушно пространство и скоро трећину дана проводи у клизећем лету потпуно раширених крила док су му велика контурна пера потпуно одвојена једно од другог попут прстију на руци и под дејством ваздушног притиска, савијена нагоре.
Гледано са стране крила благо уздигнута, а силуета птице подсећа на врло спљоштено латинично слово „V“. Користећи ваздушне струје и захваљујући свом аеродинамичном телу, могу летети веома дуго без махања крилима. Имају и изванредно развијено чуло вида.

### Станиште
Веома друштвен Белоглави суп проводи свој живот у групама, а гнезди се често у колонијама састављених од мањег или већег броја јединки. Колоније су смештене на тешко приступачним литицама и женка у гнездо које је направљено од грања и суве траве снесе једно јаје на коме леже оба родитеља. Када се младунче излегне и мужјак и женка учествују у његовом храњењу, а то настављају да чине и након његовог излетања из гнезда.
Млади супови су полно зрели тек у четвртој или петој години живота, а одликује их и моногамија - једном формирани парови остају заједно током читавог живота. Гнезде се углавном на литицама, у групама, знатно ређе појединачно. Женка носи једно јаје и на њему леже родитељи око 50 дана. Млади у гнезду остају 4-6 месеци, а почињу да се паре од пете године. Могу живети и до 30 година. Мужјак и женка изгледају веома слично. Белоглави суп је једна од најдруштвенијих птица. Поред тога што се гнезде у колонијама, друштвени карактер испољавају и приликом исхране.

### Исхрана
У потрази за лешинама белоглави суп у клизећем лету испитује долине и косине планина на којима живи. Удаљава се до 10, 20 па чак и 50 km од литице на којој проводи ноћ у друштву својих вршњака. Белоглави суп угинуле животиње открива не по њиховом мирису већ помоћу свог оштрог вида. Утврђено је да на удаљености од 3 km он још увек може да распозна предмет од само 30 cm дужине. Такође, као један од показатеља где је храна користе му гавранови и беле кање које су такође љубитељи лешина и чим се нека од тих птица спусти он се приближава, не спуштајући се на тло, да би испитао околину.
Белоглави суп је птица која не убија, не лови плен, не тражи жртву. Његова улога у ланцу исхране је јединствена и незамењива - искључива храна су му угинуле животиње, чиме спречава ширење зараза и на тај начин чини "природну рециклажу". Супови се најчешће хране мишићима и изнутрицама сисара, угинулим од разних болести које су патогене само за сисаре. Имуност на болести сисара омогућила је суповима да обављају санитарну улогу у природи. Зато је овај еколог цењен свуда у свету.
Белоглави супови храну налазе искључиво чулом вида и то најчешће посматрањем активности других птица привучених извором хране. Могу видети угинулу животињу величине зеца са висине од 3500 m, а другог лешинара на удаљености од 6000 m. Имају вид осам пута оштрији од човека. Храну траже колективно, јер је то једини ефикасан начин када је хране у природи недовољно и кад је случајна. Изнад претраживаног подручја по неколико птица формира "чешаљ". Птице су једна од друге удаљене око 3 km, а између себе комуницирају чулом вида. Наглом променом курса или кружењем у спирали сигнализира се осталим јединкама да је храна пронађена. Најближа птица у видокругу почиње да опонаша птицу која је пронашла храну и да лети ка извору хране. На овај начин се обезбеђује брзо окупљање великог броја птица на угинулој животињи. Супови могу да издрже без хране и до три недеље.
На лешини најгладнији заузимају истуренији положај у односу на друге. Растерују их идући парадним кораком: при сваком кораку једну ногу дижу врло високо растављајући прсте. Ако су супови малобројни и међу њима нема изгладнелих, овај церемонијал се не поштује и сваки се устремљује на плен. Својим огромним кљуном Белоглави суп успева да пробије кожу и у отвор који је направио увлачи главу да би извукао комаде утробе. За пола сата тридесетак белоглавих супова може да сведе само на скелет јелена лопатара чија је просечна тежина шездесет килограма
Како Белоглави суп има све мање и мање прилика да нађе угинулу стоку максимално се користи оним лешинама које нађе и понекад се наједе до те мере да има потешкоћа при узлетању. У том случају један оброк му је довољан за недељу дана па и дуже. После оброка обично трља главу натопљену крвљу уз зглоб крила да би је очистио. Када тражи храну белоглави суп се не пење на велику висину међутим када утоли глад тада се препушта струјама и забележено је његово присуство на 4500 m па чак и преко 5500 m надморске висине.

### Страдање
Ишчезавањем номадског начина сточарства дошло је и до опадања популације белоглавих супова. Још један битан узрок страдања белоглавих супова јесте тровање. Наиме, људи су годинама бацали отровне лешине и тровали вукове, али је поред вукова страдао и велики број супова.
Такође, један број супова страда или бива убијен за приватне колекције или зоолошке вртове. У нашој земљи у кањону реке Увац налази се највећа колонија белоглавих супова на Балкану и она је најбољи показатељ како људи и животиње могу да живе у међусобној заједници уз само мало толеранције и добре воље.
Ова ретка врста је почетком деведесетих година 20. века била пред изумирањем. Због нарушавања станишта (потапање кањона Увца), недостатка хране (смањење сточног фонда) и акција „тровања штеточина“, на овом подручју остало је само 7 парова белоглавог супа. 1994 године организовано је хранилиште Манастирка, на којем се износе тела угинулих животиња која су искључиво храна ове врсте. Доследним спровођењем програма исхране (годишње се изнесе преко 120 тона хране) и пре свега залагањем чувара природе и локалног становништва, бројност белоглавих супова се повећала на око 90 гнездећих парова, односно око 500 јединки. Тако је колонија ове јединствене врсте птица у кањону Увца постала једна од највећих у Европи.

### Распрострањеност и очување врсте
У Шпанији постоји неколико десетина хиљада ових птица насупрот броју од само неколико хиљада колико их је било током '80-их. Популација на Пиринејима погођена је прописима Европске комисије који забрањују остављање лешина на пољима због опасности од ширења БСЕ (крављег лудила). То је значајно смањило извор хране белоглавог супа. Иако уобичајено ова птица не напада крупнији живи плен, постоје извештаји да на овом подручју белоглави суп напада слабе, младе и болесне животиње због смањеног извора лешина.
У Француској је успешно извршено поновно насељавање белоглавог супа на подручју Централног Масива. Ова популација сада броји око 500 птица: Белгији и Холандији око 100 белоглавих супова виђено је на лето 2007. године. То је био део пиринејске популације која је залутала у потрази за храном. У Немачкој је ова врста изумрла средином 18. века. Ипак, повремено са Пиринеја долети један број птица у потрази за храном. Постоје планови за поновно насељавање ове врсте на Алпе.
У Аустрији постоји мала популација у околини зоолошког врта у Салцбургу, а често се могу видети и делови популације са Балкана у потрази за храном. У Швајцарској постоји популација од неколико десетина птица.
У Италији врста је преживела само на Сардинији, али је извршено поновно насељавање на неколико других локација. Као резултат тога неколико примерака је уочено 2006. г. на масиву „Gran Sasso“ у средишњој Италији.
У Хрватској колонија белоглавог супа се може наћи у близини града Бели на острву Цресу. Тамо се гнезде на нижим висинама, са појединим гнездима тек 10 m изнад нивоа мора. Због тога је контакт са људима уобичајен.
У Грчкој постоји око 1000 ових птица. На острву Крит могу се наћи у планинским подручјима, понекад у групама од по 20 јединки. На Кипру постоји колонија у Епископи на југу острва.
Колоније белоглавог супа се могу наћи у северном Израелу, посебно на Голанској висоравни као и планини Кармел и пустињи Негев где је извршено поновно насељавање.

## Мере заштите у Србији
У својству кандидата за ЕУ, Србија је прихватила програм „НАТУРА 2000“, што је основ за заштиту приоритетних врста биљака, животиња и типова станишта. Предвиђа да се такви предели просторно дефинишу, као и врсте које ту живе, и да се ставе под заштиту. Прихватљивом се сматра заштита бар 60% станишта сваке врсте.
У Србији једно од значајнијих подручја је резерват клисуре реке Трешњице где су на малом простору очуване разноврсне заједнице. Древне животне заједнице клисуре Трешњица одржале су биљне и животињске врсте које су на другим местима већ давно нестале. Већина биљних врста у клисури Трешњице су ендеми и реликти из давне прошлости.
Неке биљне врсте су нам познате само са падина стрмих клисура река Трешњице и Трибуче, која се у њу улива. Воде Дрине и Трешњице настањује младица, највећа грабљивица међу рибама бистрих вода Европе. Данас се ова врста успешно гаји у рибњаку Трешњице, што јој обезбеђује добре изгледе за опстанак. Трешњицу настањује 16 врста гмизаваца и водоземаца указујући на њену разноврсност.
До сада је забележено око 120 врста птица, али најпознатија је по богатству птица грабљивица. Захваљујући биолозима Института за биолошка истраживања „Синиша Станковић“, несебичним људима и Фонду за заштиту птица грабљивица, белоглави супови су опстали у нашим крајевима и једина су врста лешинара која живи у Србији.
Резерват је основан 1994. године на предлог Завода за заштиту природе. Женка полаже једно јаје крајем јануара или почетком фебруара и на њему леже оба родитеља осам месеци наизменично док се не излеже младунче. Гнежђење се обавља на кречњачким стенама. Гнежђење је групно и образују се колоније.
Организована брига за белоглаве супове допринела је повећању њихове популације, тако да се процењује да их сада има у кањону Трешњице око 50 одраслих јединки. Гнезда До супова на литицама може да допре само поглед, али не и људска нога, јер су скривена између камених шкриљаца. Место одакле се нагледа су чеке, али и до њих не може лако да се дође. Од пута до места где се посматрају треба прећи око четири стотине метара, и то по неприступачном и стрмом терену.
У наредном периоду планирају се следеће активности:
- Изградња више хранилишта
- Рад на едукацији становништва
- Пратиће се кретање супа изван кањона Трешњице
- Заштита лешинара на подручју Балкана